# Aljoša Asanović
Aljoša Asanović (wym. [aʎoʃa asanɔvitɕ]; ur. 14 grudnia 1965 w Splicie) – chorwacki piłkarz grający na pozycji pomocnika. Z reprezentacją Chorwacji, w której barwach rozegrał 62 mecze, zdobył brązowy medal na Mistrzostwach Świata 1998. Był zawodnikiem Hajduka Split, ponadto grał w klubach z Francji, Hiszpanii, Anglii, Włoch, Grecji, Austrii i – pod koniec swojej kariery – Australii. Obecnie pracuje w sztabie szkoleniowym młodzieżowej reprezentacji, gdzie trenerem-selekcjonerem jest jego dawny kolega z kadry Dražen Ladić.

## Kariera piłkarska
W reprezentacji Chorwacji od 1990 do 2000 roku rozegrał 62 mecze i strzelił 4 gole – brązowy medal Mistrzostw Świata 1998 oraz start w Euro 1996 (ćwierćfinał).

## Odznaczenia
- Order Chorwackiej Koniczyny (1998)[1]